# Gioco selvaggio
Gioco selvaggio (Combat de fauves) è un film del 1997 diretto da Benoît Lamy.

## Trama
Charles è un pubblicitario cinquantenne che risponde ad un'inserzione riguardante l'affitto di un appartamento di lusso. È un uomo di successo, abituato a manipolare i desideri e le frustrazioni della gente ma la sua vita verrà sconvolta da un insignificante contrattempo. Charles rimane intrappolato nell'ascensore dell'edificio, in balia di Carole Valmer, una donna affascinante che lo costringe in sua balìa per giorni. Liberato si mostra profondamente cambiato dall'esperienza vissuta. Vorrebbe capirne di più ma la donna, pur svelando il suo gioco, non dà tutte le risposte che Charles vorrebbe.